# Ken Flach
Ken Flach (n. 24 mai 1963, Saint Louis, Missouri, SUA – d. 12 martie 2018, California, SUA) a fost un jucător de tenis american, medaliat olimpic. A participat la o ediție a Jocurilor Olimpice (1988) în care a câștigat o medalie de aur.

## Participări
Lista de mai jos prezintă principalele competiții la care a participat Ken Flach de-a lungul carierei.
- tennis at the 1988 Summer Olympics – men's doubles[*]